# New Market (Virgínia)
New Market és una població dels Estats Units a l'estat de Virgínia. Segons el cens del 2000 tenia 1.637 habitants.

## Demografia
Segons el cens del 2000, New Market tenia 1.637 habitants, 737 habitatges, i 431 famílies. La densitat de població era de 316 habitants per km².
Dels 737 habitatges en un 22,1% hi vivien nens de menys de 18 anys, en un 45,5% hi vivien parelles casades, en un 10,3% dones solteres, i en un 41,4% no eren unitats familiars. En el 36% dels habitatges hi vivien persones soles el 18% de les quals corresponia a persones de 65 anys o més que vivien soles. El nombre mitjà de persones vivint en cada habitatge era de 2,13 i el nombre mitjà de persones que vivien en cada família era de 2,72.
Per edats la població es repartia de la següent manera: un 18,4% tenia menys de 18 anys, un 8,3% entre 18 i 24, un 25,7% entre 25 i 44, un 25,7% de 45 a 60 i un 21,9% 65 anys o més.
L'edat mediana era de 43 anys. Per cada 100 dones de 18 o més anys hi havia 87,4 homes.
La renda mediana per habitatge era de 32.365 $ i la renda mediana per família de 48.036 $. Els homes tenien una renda mediana de 29.750 $ mentre que les dones 23.462 $. La renda per capita de la població era de 20.480 $. Entorn del 7,6% de les famílies i el 12% de la població estaven per davall del llindar de pobresa.

## Poblacions més properes
El següent diagrama mostra les poblacions més properes.